# Francesca Comencini
Francesca Comencini (Roma, 19 de agosto de 1961) é uma cineasta e roteirista italiana.